# Pasquale Mazzocchi
Pasquale Mazzocchi (Nápoles, Campania, Italia, 27 de julio de 1995) es un futbolista italiano. Juega de defensa y su equipo es la S. S. C. Napoli de la Serie A. Es internacional absoluto por la selección de Italia desde 2022.

## Trayectoria
Formado en las inferiores del Hellas Verona, fue promovido al primer equipo en la temporada 2013-14 y cedido al Bellaria Igea de la Serie C2, debutando el 19 de enero de 2014 ante el Castiglione. La siguiente temporada, durante su préstamo al Pro Piacenza de la Serie C, debutó en la tercera categoría el 31 de agosto ante el Grosseto.
El 9 de julio de 2018 firmó un contrato por cuatro años en el A. C. Perugia Calcio de la Serie B.
En enero de 2022 fue cedido a la U. S. Salernitana 1919 desde su entonces club, el Venezia F. C., con obligación de compra. Jugó un total de 60 partidos en la Serie A durante dos años y el 5 de enero de 2024 fue traspasado a la S. S. C. Napoli. Con el club de su ciudad natal ganó la liga italiana en la temporada 2024-25.

## Selección nacional
Debutó con la selección de Italia el 26 de septiembre de 2022 ante Hungría.

## Estadísticas
Actualizado al último partido disputado el 23 de mayo de 2025.
| Club                            | Div.          | Temporada     | Liga  | Liga  | Copas nacionales | Copas nacionales | Copas internacionales | Copas internacionales | Total | Total |
| Club                            | Div.          | Temporada     | Part. | Goles | Part.            | Goles            | Part.                 | Goles                 | Part. | Goles |
| ------------------------------- | ------------- | ------------- | ----- | ----- | ---------------- | ---------------- | --------------------- | --------------------- | ----- | ----- |
| Bellaria Igea · Italia          | 4.ª           | 2013-14       | 8     | 0     | —                | —                | —                     | —                     | 8     | 0     |
| Bellaria Igea · Italia          | Total club    | Total club    | 8     | 0     | 0                | 0                | 0                     | 0                     | 8     | 0     |
| Pro Piacenza 1919 · Italia      | 3.ª           | 2014-15       | 5     | 0     | 1                | 0                | —                     | —                     | 6     | 0     |
| Pro Piacenza 1919 · Italia      | Total club    | Total club    | 5     | 0     | 1                | 0                | 0                     | 0                     | 6     | 0     |
| A. C. Rimini 1912 · Italia      | 4.ª           | 2014-15       | 18    | 0     | —                | —                | —                     | —                     | 18    | 0     |
| A. C. Rimini 1912 · Italia      | 3.ª           | 2015-16       | 7     | 1     | 2                | 0                | —                     | —                     | 9     | 1     |
| A. C. Rimini 1912 · Italia      | Total club    | Total club    | 25    | 1     | 2                | 0                | 0                     | 0                     | 27    | 1     |
| Parma Calcio 1913 · Italia      | 4.ª           | 2015-16       | 15    | 3     | —                | —                | —                     | —                     | 15    | 3     |
| Parma Calcio 1913 · Italia      | 3.ª           | 2016-17       | 30    | 0     | 1                | 0                | —                     | —                     | 31    | 0     |
| Parma Calcio 1913 · Italia      | 2.ª           | 2017-18       | 18    | 0     | 0                | 0                | —                     | —                     | 18    | 0     |
| Parma Calcio 1913 · Italia      | Total club    | Total club    | 63    | 3     | 1                | 0                | 0                     | 0                     | 64    | 3     |
| A. C. Perugia Calcio · Italia   | 2.ª           | 2018-19       | 32    | 0     | 1                | 0                | —                     | —                     | 33    | 0     |
| A. C. Perugia Calcio · Italia   | 2.ª           | 2019-20       | 28    | 1     | 1                | 1                | —                     | —                     | 29    | 2     |
| A. C. Perugia Calcio · Italia   | Total club    | Total club    | 60    | 1     | 2                | 1                | 0                     | 0                     | 62    | 2     |
| Venezia F. C. · Italia          | 2.ª           | 2020-21       | 39    | 1     | 1                | 0                | —                     | —                     | 40    | 1     |
| Venezia F. C. · Italia          | 1.ª           | 2021-22       | 18    | 0     | 2                | 0                | —                     | —                     | 20    | 0     |
| Venezia F. C. · Italia          | Total club    | Total club    | 57    | 1     | 3                | 0                | 0                     | 0                     | 60    | 1     |
| U. S. Salernitana 1919 · Italia | 1.ª           | 2021-22       | 15    | 0     | 0                | 0                | —                     | —                     | 15    | 0     |
| U. S. Salernitana 1919 · Italia | 1.ª           | 2022-23       | 27    | 2     | 0                | 0                | —                     | —                     | 27    | 2     |
| U. S. Salernitana 1919 · Italia | 1.ª           | 2023-24       | 18    | 0     | 1                | 0                | —                     | —                     | 19    | 0     |
| U. S. Salernitana 1919 · Italia | Total club    | Total club    | 60    | 2     | 1                | 0                | 0                     | 0                     | 61    | 2     |
| S. S. C. Napoli · Italia        | 1.ª           | 2023-24       | 10    | 0     | 2                | 0                | 0                     | 0                     | 12    | 0     |
| S. S. C. Napoli · Italia        | 1.ª           | 2024-25       | 20    | 0     | 2                | 0                | —                     | —                     | 22    | 0     |
| S. S. C. Napoli · Italia        | Total club    | Total club    | 30    | 0     | 4                | 0                | 0                     | 0                     | 34    | 0     |
| Total carrera                   | Total carrera | Total carrera | 308   | 8     | 14               | 1                | 0                     | 0                     | 322   | 9     |

## Palmarés

### Campeonatos nacionales
| Título  | Club            | País   | Año  |
| ------- | --------------- | ------ | ---- |
| Serie A | S. S. C. Napoli | Italia | 2025 |